# Delegation (jura)
 For alternative betydninger, se Delegation. (Se også artikler, som begynder med Delegation)
Delegation (lat. delegatio) betyder i bredeste juridiske forstand, at en overordnet overdrager ansvar til en underordnet, fx i en virksomhed eller en forvaltning. I snævrere forstand er delegation i formueretten et udtryk for, at debitor indsætter en anden fx sin debitor) i sit sted. I aftaleretten er delegation formelt bundet til udstedelse af prokura. Det følger dog af sig selv, at debitor ikke på denne måde kan frigøre sig for sin forpligtelse, medmindre kreditor samtykker, eller der er speciel hjemmel for en sådan overdragelse. I videre (romerretlig) forstand betyder delegation enhver retsgyldig anvisning til en anden om at tage en tredje som debitor.